# Teanira
Teanira (en grec antic Θεάνειρα), va ser, segons la mitologia grega, una dona troiana capturada per Hèracles quan aquest heroi va conquerir Troia per primera vegada.
La noia li va correspondre a Telamó quan es van repartir el botí. Aquest heroi s'uní amb ella. Quan Teanira estava embarassada, va aconseguir fugir i va arribar a la ciutat de Milet, on el rei Aríon la va acollir amb benevolència, es va casar amb ella i va educar el fill que duia, que després va ser l'heroi Tràmbel.